# Maglia Shakespeare
La maglia Shakespeare è una delle 15 maglie definite dal reticolato cartografico adottato dall'Unione Astronomica Internazionale per Mercurio. Comprende la porzione della superficie di Mercurio posta in latitudine tra i 21° N e i 66° N e in longitudine tra i 90° W e i 180° W ed è identificata con il codice H-3.
Il cratere Shakespeare è la struttura geologica presente al suo interno scelta come eponimo per la maglia stessa. Questa denominazione è stata adottata nel 1976 dopo che la missione Mariner 10 rese disponibili le prime immagini della superficie di Mercurio. Prima di allora si chiamava maglia Caduceata dal nome dell'omonima albedo che era stata storicamente individuata in questa porzione della superficie.
Fu una delle sole due maglie per le quali, durante i tre sorvoli ravvicinati di Mercurio, si poterono ottenere immagini di tutta la loro superficie. Dopo la missione MESSENGER si poté migliorare il dettaglio della cartografia.
La regione è dominata dalla Sobkou Planitia; i suoi crateri principali sono Brontë, Degas, Chŏng Ch'ŏl, Van Eyck, Strindberg e Botticelli. La regione è limitata ad ovest dai Caloris Montes.

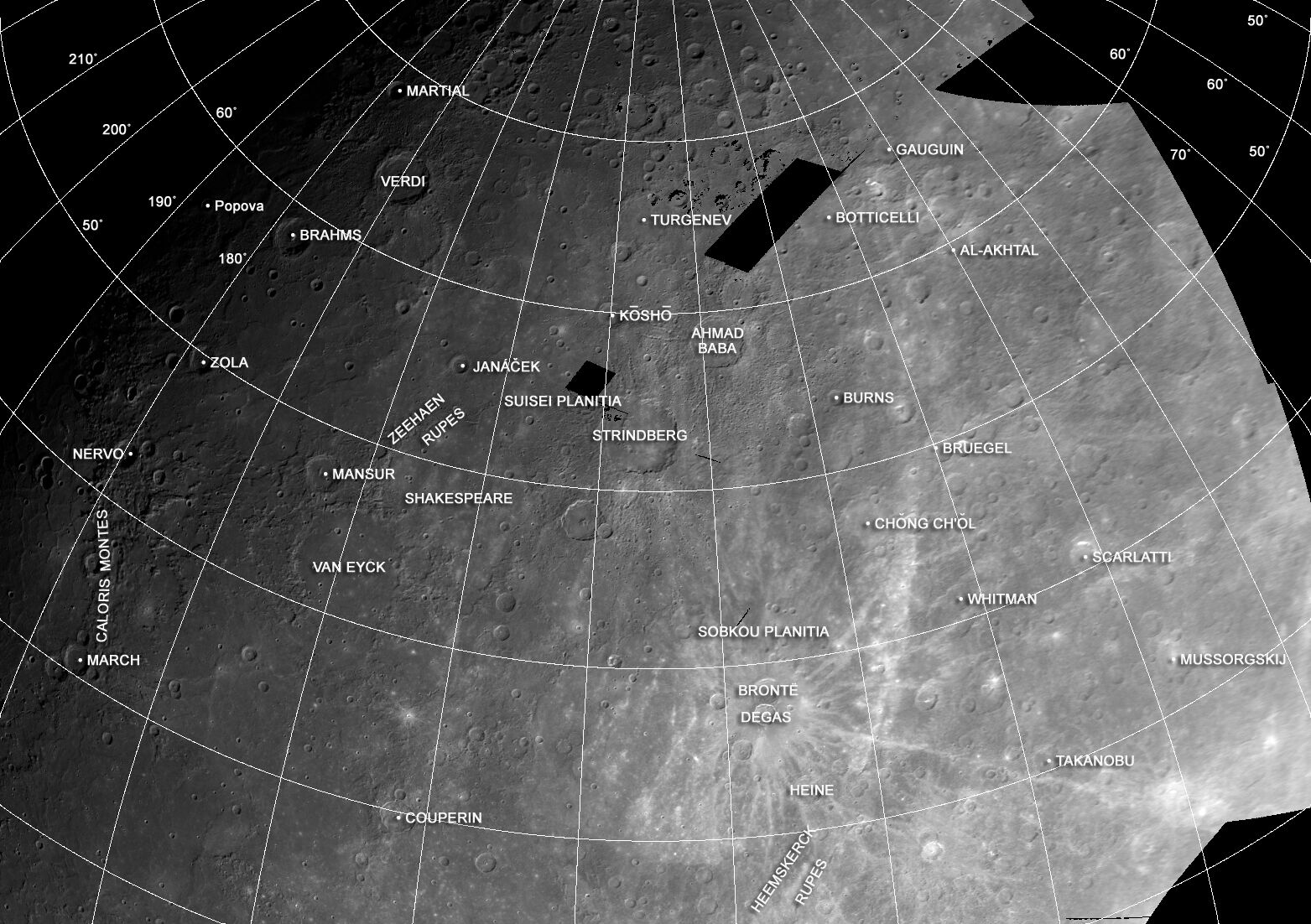
La maglia Shakespeare in un collage di immagini riprese dalle fotocamere del Mariner 10.